# Siêu cúp bóng đá châu Âu 2019
Siêu cúp châu Âu 2019 là lần thứ 44 trận Siêu cúp châu Âu được tổ chức, trận đấu bóng đá thường niên được tổ chức bởi UEFA và bao gồm hai đội đương kim vô địch của hai giải đấu UEFA Champions League và UEFA Europa League. Trận đấu có sự xuất hiện của hai đội bóng Anh, Liverpool, đội vô địch UEFA Champions League 2018-19 và Chelsea, đội vô địch UEFA Europa League 2018-19. Trận đấu được diễn ra tại Sân vận động Vodafone Park ở Istanbul, Thổ Nhĩ Kỳ vào ngày 14 tháng 8 năm 2019. Trận đấu này là trận Siêu cúp châu Âu toàn Anh lần đầu tiên, và là trận Siêu cúp thứ tám có sự góp mặt của hai đội bóng đến từ cùng một quốc gia.
Lần đầu tiên, công nghệ video hỗ trợ trọng tài (VAR) được sử dụng trong trận Siêu cúp châu Âu.
Liverpool giành chiến thắng 5–4 trên loạt sút luân lưu sau khi hòa 2–2 sau hiệp phụ để giành danh hiệu Siêu cúp châu Âu thứ tư của họ.

## Các đội tham dự
| Đội       | Lọt vào với tư cách                   | Các lần tham dự trước (in đậm thể hiện năm vô địch) |
| --------- | ------------------------------------- | --------------------------------------------------- |
| Liverpool | Vô địch UEFA Champions League 2018-19 | 5 (1977, 1978, 1984, 2001, 2005)                    |
| Chelsea   | Vô địch UEFA Europa League 2018-19    | 3 (1998, 2012, 2013)                                |

## Địa điểm

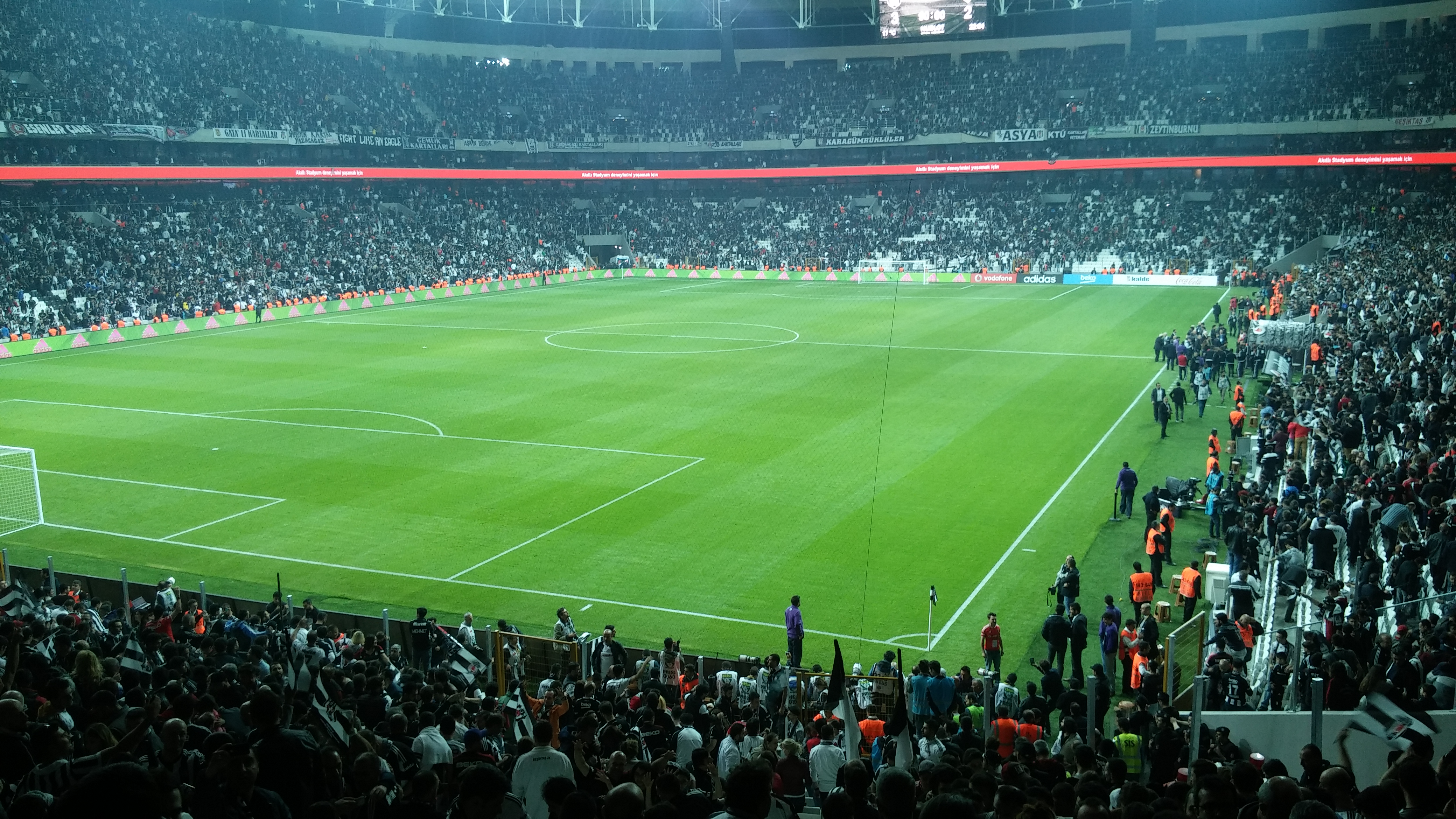
Sân vận động Vodafone Park ở Istanbul là nơi tổ chức trận đấu.

Đây là trận Siêu cúp châu Âu đầu tiên được tổ chức ở Thổ Nhĩ Kỳ, và là trận chung kết giải đấu các câu lạc bộ châu Âu lần thứ ba được tổ chức tại quốc gia này, sau trận chung kết UEFA Champions League 2005 tại sân vận động Olympic Atatürk và trận chung kết Cúp UEFA 2009 tại sân vận động Şükrü Saracoğlu, cả hai đều diễn ra ở Istanbul.
Sân vận động này là sân nhà của câu lạc bộ Thổ Nhĩ Kỳ Beşiktaş. Quy định của UEFA liên quan đến quyền đặt tên nhà tài trợ không có trong giải đấu đòi hỏi sân vận động phải được biết đến với tên gọi là Beşiktaş Park ở tất cả các giải đấu của UEFA.

## Thông tin trận đấu

### Tổ trọng tài

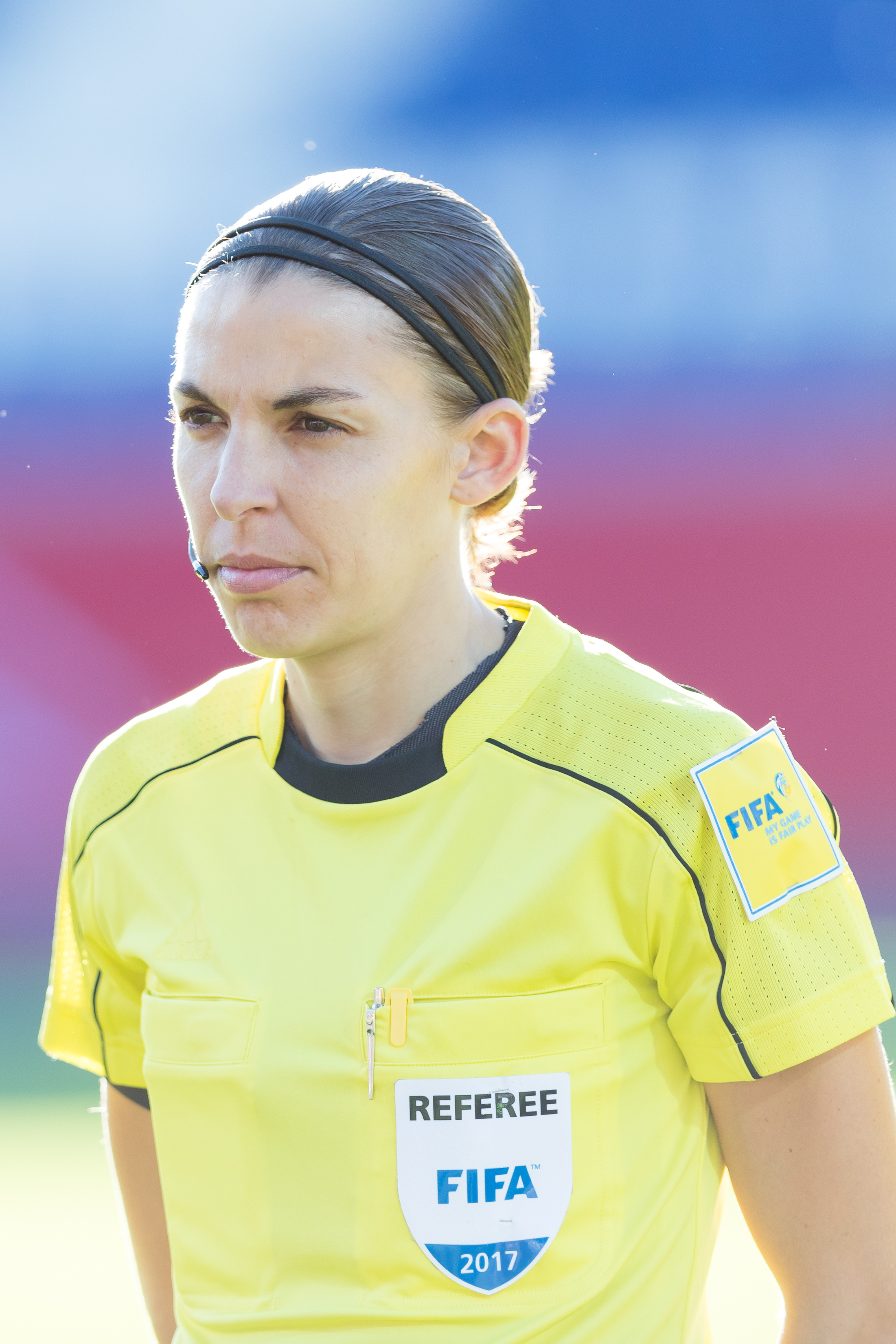
Stéphanie Frappart, trọng tài điều khiển chính trận đấu.

Vào ngày 2 tháng 8 năm 2019, UEFA chỉ định nữ trọng tài người Pháp Stéphanie Frappart làm người cầm còi chính cho trận đấu, đánh dấu lần đầu tiên trong lịch sử một nữ trọng tài cầm còi trong một chung kết của một giải đấu dành cho nam do UEFA điều hành. Frappart giành được chứng chỉ trọng tài cấp FIFA từ năm 2009 và từng bắt chính tại Giải vô địch bóng đá nữ thế giới 2019 vào tháng trước, trong đó cô cũng điều khiển trận chung kết. Trong quá khứ cô từng cầm còi tại Giải vô địch bóng đá nữ thế giới 2015, Thế vận hội Mùa hè 2016 và Giải vô địch bóng đá nữ châu Âu 2017, ngoài ra cô còn là nữ trọng tài đầu tiên điều khiển một trận đấu tại Ligue 1 vào tháng 4 năm 2019. Nữ trọng tài đồng hương với cô, Manuela Nicolosi đã được chọn làm một trong các trợ lý trọng tài, bên cạnh trọng tài người Ireland Michelle O'Neill; ngoài ra ông Cüneyt Çakır giữ nhiệm vụ của một trọng tài thứ tư. Trọng tài người Pháp Clément Turpin là người giám sát công nghệ video hỗ trợ trọng tài (VAR), đây cũng là lần đầu tiên công nghệ trên được sử dụng trong một trận Siêu cúp châu Âu.

### Tóm tắt

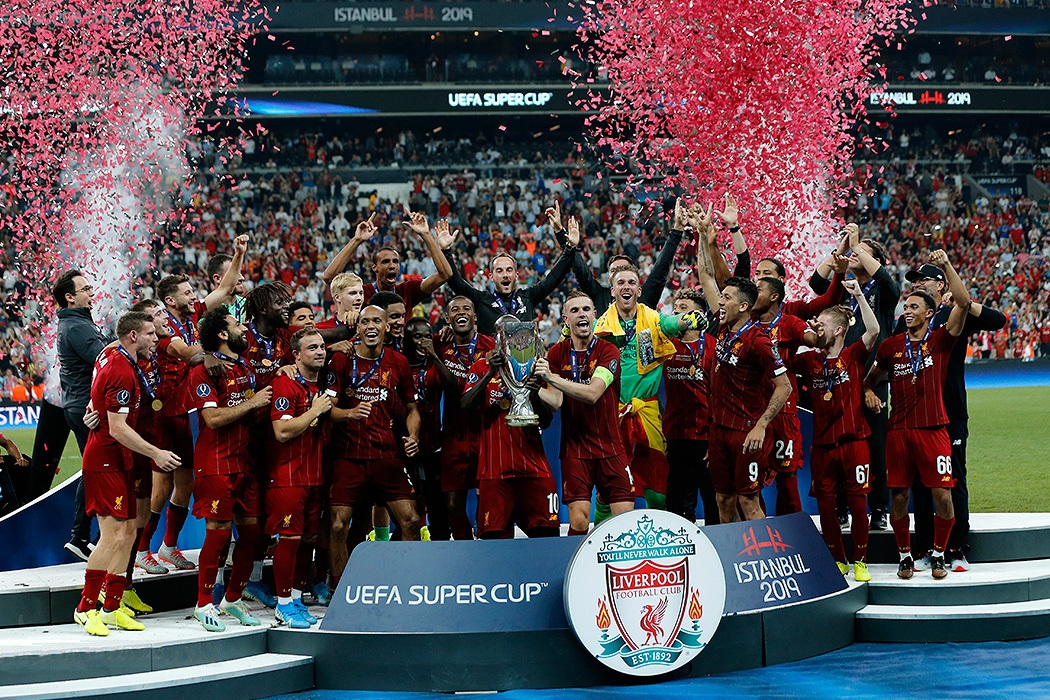
Cầu thủ chạy cánh Liverpool Sadio Mané nâng chiếc cúp Siêu cúp châu Âu sau khi ghi cú đúp vào lưới Chelsea trong trận chung kết.

Chelsea dẫn trước sau 36 phút từ đường chuyền của Christian Pulisic được đưa cho Olivier Giroud ở phía bên trái và cú sút chân trái một chạm của anh tìm đến góc phải của khung thành. Ít lâu sau, Pulisic có bàn thắng thứ hai bị từ chối vì lỗi việt vị sau khi tham khảo từ VAR. Sadio Mané gỡ hòa 1–1 sau 48 phút khi anh ghi bàn từ cự ly gần ở lần sút thứ hai sau cú phất bóng nhẹ qua thủ môn từ cầu thủ dự bị Roberto Firmino. Trận đấu bước vào hiệp phụ và Sadio Mané có bàn thắng thứ hai của anh trong trận đấu ở phút thứ 95 với một cú sút vào góc trên phía bên phải của khung thành sau khi Roberto Firmino tìm thấy anh với một đường chuyền ngược trở lại từ phía bên trái.
Chelsea được hưởng một quả phạt đền 6 phút sau khi Adrián bị cho là đã làm Tammy Abraham ngã khi anh chạy về phía đường chuyền trong khu vực cấm địa. Jorginho ghi bàn để gỡ hòa 2–2 với một cú sút chìm về góc phải. Trận đấu bước vào loạt sút luân lưu và với tỷ số đang là 5–4, cú sút chìm của Tammy Abraham bị cản phá bởi Adrián bằng chân phải của anh, qua đó Liverpool giành chiến thắng trận đấu.

### Chi tiết
Đội vô địch Champions League được chỉ định làm đội "chủ nhà" vì mục đích hành chính.
| Liverpool                                              | 2–2 (s.h.p.) | Chelsea                                          |
| ------------------------------------------------------ | ------------ | ------------------------------------------------ |
| - Mané 48', 95'                                        | Chi tiết     | - Giroud 36' - Jorginho 101' (ph.đ.)             |
| Loạt sút luân lưu                                      |              |                                                  |
| - Firmino - Fabinho - Origi - Alexander-Arnold - Salah | 5–4          | - Jorginho - Barkley - Mount - Emerson - Abraham |

| Liverpool | Chelsea |

| GK               | 13 | Adrián                  |      |      |
| RB               | 12 | Joe Gomez               |      |      |
| CB               | 32 | Joël Matip              |      |      |
| CB               | 4  | Virgil van Dijk         |      |      |
| LB               | 26 | Andrew Robertson        |      | 91'  |
| CM               | 7  | James Milner            |      | 64'  |
| CM               | 3  | Fabinho                 |      |      |
| CM               | 14 | Jordan Henderson (c)    | 85'  |      |
| RF               | 15 | Alex Oxlade-Chamberlain |      | 46'  |
| CF               | 11 | Mohamed Salah           |      |      |
| LF               | 10 | Sadio Mané              |      | 103' |
| Dự bị:           |    |                         |      |      |
| GK               | 22 | Andy Lonergan           |      |      |
| GK               | 62 | Caoimhin Kelleher       |      |      |
| DF               | 51 | Ki-Jana Hoever          |      |      |
| DF               | 66 | Trent Alexander-Arnold  | 107' | 91'  |
| MF               | 5  | Georginio Wijnaldum     |      | 64'  |
| MF               | 20 | Adam Lallana            |      |      |
| MF               | 23 | Xherdan Shaqiri         |      |      |
| MF               | 67 | Harvey Elliott          |      |      |
| FW               | 9  | Roberto Firmino         |      | 46'  |
| FW               | 24 | Rhian Brewster          |      |      |
| FW               | 27 | Divock Origi            |      | 103' |
| Huấn luyện viên: |    |                         |      |      |
| Jürgen Klopp     |    |                         |      |      |

| GK               | 1  | Kepa Arrizabalaga     |     |      |
| RB               | 28 | César Azpilicueta (c) | 79' |      |
| CB               | 15 | Kurt Zouma            |     |      |
| CB               | 4  | Andreas Christensen   |     | 85'  |
| LB               | 33 | Emerson Palmieri      |     |      |
| CM               | 5  | Jorginho              |     |      |
| CM               | 7  | N'Golo Kanté          |     |      |
| CM               | 17 | Mateo Kovačić         |     | 101' |
| RF               | 22 | Christian Pulisic     |     | 74'  |
| CF               | 18 | Olivier Giroud        |     | 74'  |
| LF               | 11 | Pedro                 |     |      |
| Dự bị:           |    |                       |     |      |
| GK               | 13 | Willy Caballero       |     |      |
| DF               | 2  | Antonio Rüdiger       |     |      |
| DF               | 3  | Marcos Alonso         |     |      |
| DF               | 21 | Davide Zappacosta     |     |      |
| DF               | 29 | Fikayo Tomori         |     | 85'  |
| MF               | 8  | Ross Barkley          |     | 101' |
| MF               | 19 | Mason Mount           |     | 74'  |
| MF               | 47 | Billy Gilmour         |     |      |
| FW               | 9  | Tammy Abraham         |     | 74'  |
| FW               | 10 | Willian               |     |      |
| FW               | 16 | Kenedy                |     |      |
| FW               | 23 | Michy Batshuayi       |     |      |
| Huấn luyện viên: |    |                       |     |      |
| Frank Lampard    |    |                       |     |      |

| Cầu thủ xuất sắc nhất trận đấu: Sadio Mané (Liverpool) Trợ lý trọng tài: Manuela Nicolosi (Pháp) Michelle O'Neill (Cộng hoà Ireland) Trọng tài thứ tư: Cüneyt Çakır (Thổ Nhĩ Kỳ) Trợ lý trọng tài video: Clément Turpin (Pháp) Trợ lý tổ trợ lý trọng tài video: François Letexier (Pháp) Massimiliano Irrati (Ý) Trợ lý trọng tài video bắt việt vị: Mark Borsch (Đức) | Luật trận đấu - 90 phút thi đấu chính thức - 30 phút hiệp phụ nếu tỉ số hoà sau thời gian thi đấu chính thức - Loạt sút luân lưu nếu tỉ số vẫn hoà sau 30 phút hiệp phụ - Mỗi đội có 12 cầu thủ dự bị - Mỗi đội có tối đa 3 quyền thay cầu thủ, với lần thay thứ tư được phép ở hiệp phụ |

### Thống kê
| Thống kê             | Liverpool | Chelsea |
| -------------------- | --------- | ------- |
| Số bàn thắng         | 0         | 1       |
| Tổng số cú sút       | 9         | 7       |
| Số cú sút trúng đích | 4         | 2       |
| Cứu thua             | 1         | 4       |
| Kiểm soát bóng       | 51%       | 49%     |
| Phạt góc             | 4         | 2       |
| Phạm lỗi             | 1         | 4       |
| Việt vị              | 1         | 3       |
| Thẻ vàng             | 0         | 0       |
| Thẻ đỏ               | 0         | 0       |

| Thống kê             | Liverpool | Chelsea |
| -------------------- | --------- | ------- |
| Số bàn thắng         | 1         | 0       |
| Tổng số cú sút       | 9         | 6       |
| Số cú sút trúng đích | 5         | 0       |
| Cứu thua             | 0         | 4       |
| Kiểm soát bóng       | 53%       | 47%     |
| Phạt góc             | 3         | 4       |
| Phạm lỗi             | 4         | 5       |
| Việt vị              | 1         | 6       |
| Thẻ vàng             | 1         | 1       |
| Thẻ đỏ               | 0         | 0       |

| Thống kê             | Liverpool | Chelsea |
| -------------------- | --------- | ------- |
| Số bàn thắng         | 1         | 1       |
| Tổng số cú sút       | 2         | 7       |
| Số cú sút trúng đích | 2         | 4       |
| Cứu thua             | 3         | 1       |
| Kiểm soát bóng       | 51%       | 49%     |
| Phạt góc             | 1         | 1       |
| Phạm lỗi             | 5         | 3       |
| Việt vị              | 0         | 2       |
| Thẻ vàng             | 1         | 0       |
| Thẻ đỏ               | 0         | 0       |

| Thống kê             | Liverpool | Chelsea |
| -------------------- | --------- | ------- |
| Số bàn thắng         | 2         | 2       |
| Tổng số cú sút       | 20        | 20      |
| Số cú sút trúng đích | 11        | 6       |
| Cứu thua             | 4         | 9       |
| Kiểm soát bóng       | 52%       | 48%     |
| Phạt góc             | 8         | 7       |
| Phạm lỗi             | 10        | 12      |
| Việt vị              | 2         | 11      |
| Thẻ vàng             | 2         | 1       |
| Thẻ đỏ               | 0         | 0       |